# Теолин (Черкасская область)
Теолин (укр. Теолин) — село в Уманском районе Черкасской области Украины.
Население по переписи 2001 года составляло 613 человек. Почтовый индекс — 19141. Телефонный код — 4746.

## Местный совет
19141, Черкасская обл., Монастырищенский р-н, с. Теолин, ул. Молодёжная

## Известные уроженцы, жители
Андрияш, Ольга Павловна — советский и украинский палеогеоморфолог.